# Mistrzostwa Świata Juniorów w Boksie 2000
Wyniki zawodów bokserskich rozegranych podczas Mistrzostw Świata Juniorów w Budapeszcie rozegranych w 2000 roku.

## Medaliści
| Kat. wagowa                      |                      |                   |                        |
| -------------------------------- | -------------------- | ----------------- | ---------------------- |
| Waga papierowa (– 48 kg)         | Yankiel León         | Salim Salimov     | Berik Serikbayev       |
| Waga papierowa (– 48 kg)         | Yankiel León         | Salim Salimov     | Georgiy Chigayev       |
| Waga musza (– 51 kg)             | Luis Franco          | Artem Ignatiev    | Mbarek Soltani         |
| Waga musza (– 51 kg)             | Luis Franco          | Artem Ignatiev    | Artem Sayfulin         |
| Waga kogucia (– 54 kg)           | Vitali Tajbert       | Murat Khratchev   | Arutyun Tovmasyan      |
| Waga kogucia (– 54 kg)           | Vitali Tajbert       | Murat Khratchev   | Ulan Sautbayev         |
| Waga piórkowa (– 57 kg)          | Gyula Káté           | Boris Georgiew    | Khayser Saydametov     |
| Waga piórkowa (– 57 kg)          | Gyula Káté           | Boris Georgiew    | Selçuk Aydın           |
| Waga lekka (– 60 kg)             | Farhad Adjalov       | Pavol Hlavacka    | Chabib Ałłachwierdijew |
| Waga lekka (– 60 kg)             | Farhad Adjalov       | Pavol Hlavacka    | Parveen Kumar          |
| Waga lekkopółśrednia (– 63,5 kg) | Giennadij Gołowkin   | Maikel Perez      | Adel Lounici           |
| Waga lekkopółśrednia (– 63,5 kg) | Giennadij Gołowkin   | Maikel Perez      | Evgeniy Putilov        |
| Waga półśrednia (– 67 kg)        | Serdar Üstünel       | Valeriy Shchuklin | Petr Barvinek          |
| Waga półśrednia (– 67 kg)        | Serdar Üstünel       | Valeriy Shchuklin | Olexandr Bokalo        |
| Waga lekkośrednia (– 71 kg)      | Denis Chernysh       | Eduard Gutknecht  | Ihsan Kosen            |
| Waga lekkośrednia (– 71 kg)      | Denis Chernysh       | Eduard Gutknecht  | Ruslan Magomedov       |
| Waga średnia (– 75 kg)           | Sullivan Barrera     | Imre Szello       | Charly Karl            |
| Waga średnia (– 75 kg)           | Sullivan Barrera     | Imre Szello       | Chad Dawson            |
| Waga półciężka (– 81 kg)         | Artur Shekhmurazov   | Damian Arnet      | Clemente Russo         |
| Waga półciężka (– 81 kg)         | Artur Shekhmurazov   | Damian Arnet      | Julian Dragendorf      |
| Waga ciężka (– 91 kg)            | Dzhamal Medzhydov    | Roman Greenberg   | Coleman Barrett        |
| Waga ciężka (– 91 kg)            | Dzhamal Medzhydov    | Roman Greenberg   | Igor Alborov           |
| Waga superciężka (+ 91 kg)       | Alexander Dimitrenko | Gaga Bolkvadze    | Rustam Rygebayev       |
| Waga superciężka (+ 91 kg)       | Alexander Dimitrenko | Gaga Bolkvadze    | Konstantin Lokhov      |